# История почты и почтовых марок конвенционных княжеств Индии

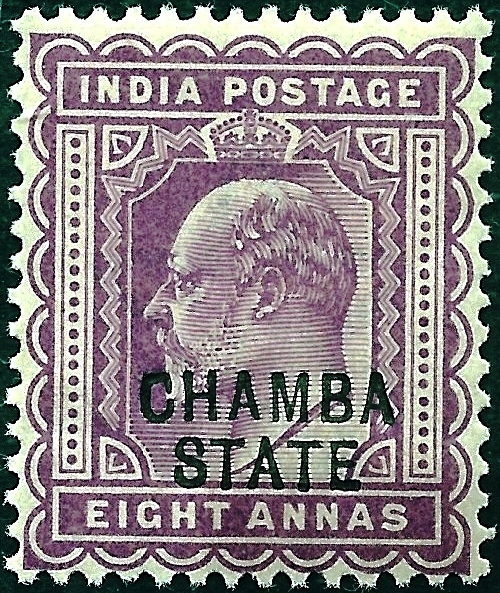
Типичная почтовая марка конвенционного княжества: выпуск Британской Индии с надпечаткой названия княжества

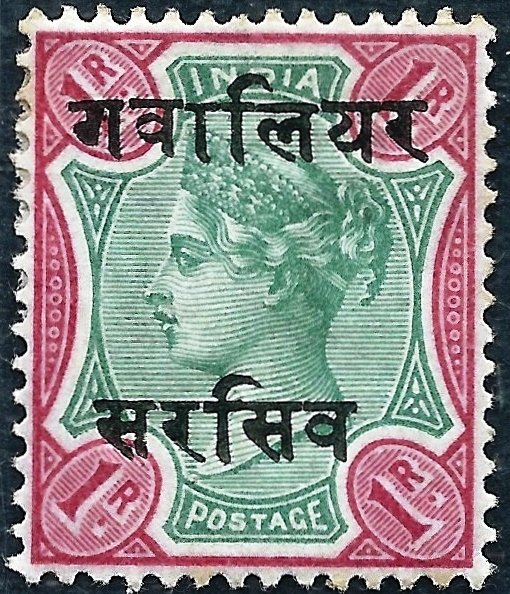
Ошибка в надпечатке шрифтом деванагари на почтовой марке с портретом Виктории, Гвалиор, 1896 г.

Почтовое ведомство Британской Индии заключило почтовые конвенции с несколькими княжествами Индии. В соответствии с почтовой конвенцией (или соглашением) на существующих почтовых марках и цельных вещах Британской Индии были сделаны надпечатки с названием княжества для использования в каждом конвенционном княжестве для почтовых отправлений, пересылаемых из одного конвенционного княжества в другое, а также в пункты назначения на территории Британской Индии. Администрации княжеств, в свою очередь, должны были соблюдать ряд соглашений, касающихся выпуска почтовых марок, почтовых тарифов и обмена почтой.
В филателистических целях такие княжества назывались конвенционными княжествами в отличие от феодальных княжеств, у которых не было почтового соглашения с Британской Индией. Феодальные княжества выпускали собственные почтовые марки, которые были действительны для оплаты пересылки почтовых отправлений в пределах границ самого такого княжества. Коллекционирование почтовых марок конвенционных княжеств считается частью классической филателии, поскольку почтовые марки имеют простые рисунки, без излишеств, изготовлены по заказу для добросовестного использования и в условиях, строго контролируемых британским правительством.

## Конвенционные княжества Индии
Конвенционными княжествами Индии были:
- Чамба (1887–1948)
- Фаридкот (феодальное 1879–1887; конвенционное 1887–1901)
- Гвалиор (1885–1948)
- Джинд (феодальное 1874–1885; конвенционное 1885–1948)
- Набха (1885–1948)
- Патиала (1884–1947)

Из этих княжеств Чамба находилось в Гималаях, Гвалиор было княжеством в центральной части Индии, а остальные четыре были княжествами за рекой Сатледж, в восточной части Пенджаба. Четыре пенджабских княжества были тесно связаны между собой и назывались «пхулкианскими» княжествами; Джинд, Набха и Патиала были образованы в восемнадцатом веке потомками Чаудхари Пхул Сингха из рода Сидху-Барар, а Фаридкот был основан родственной семьей. У этих княжеств были тесные отношения с британцами во времена Ранджита Сингха, которые в некоторых случаях пошатнулись во время англо-сикхских войн. Во время восстания 1857 года и позже княжества доказали свою лояльность и пользовались британским покровительством. Такие княжества получили более значительные преимущества от Британской Индии, и подписание почтовых конвенций считалось одним из таковых. :NoteО тесном союзе конвенционных княжеств с британской короной также свидетельствует то, что все шесть конвенционных княжеств были салютуемыми княжествами - 21 орудие  протокольного артиллерийского салюта в случае Гвалиора, семнадцать в случае Патиалы, тринадцать в случае Джинда и Набхи и одиннадцать в случае Чамбы и Фаридкота.
Первым конвенционным княжеством стало княжество Патиала в 1884 году, за ним последовали другие в течение следующих нескольких лет. Все почтовые марки конвенционных княжеств были выведены из обращения 1 января 1951 года, когда их сменили почтовые марки независимой Республики Индии, поступившие в почтовое обращение с 1 января 1950 года.
И Фаридкот, и Джинд как феодальные княжества выпускали собственные почтовые марки до присоединения к Почтовой конвенции. Княжество Джинд присоединилось к ней в июле 1885 года; его почтовые марки феодального периода стали недействительными для почтовых отправлений, но продолжали использоваться в фискальных целях. Княжество Фаридкот присоединилось к конценции 1 января 1887 года. 

## Почтовые конвенции
Почтовые конвенции, подписанные каждым княжеством, были почти идентичны по своим положениям:  :General remarks
На деле конвенционным княжествам поставлялись  почтовые марки Британской Индии (на большинстве поставленных почтовых марок был изображён портрет монарха), на которых была сделана надпечатка названия княжества, а также слова "Service" («Служебная») в случае служебных марок. Тарифы на почтовые услуги соответствовали тарифам Британской Индии.

### Изготовление
Почтовые марки изготавливались Британской Индией в соответствии с надлежащими административными процедурами. На большинстве марок изображены портреты монархов, поскольку памятные марки с тематическими изображениями не использовались до 1920-х годов. Пробные оттиски изготавливались центральной государственной типографией в Калькутте (Govt Central Press) по распоряжению генерального директора почтового ведомства. Первоначальные пробные оттиски отправлялись в соответствующее княжество на утверждение. Иногда, как в случае с княжеством Джинд, княжество требовало, чтобы также было включено изображение герба; однако такие предложения отклонялись по соображениям экономии средств, поскольку означали значительные дополнительные расходы для княжества. После получения одобрения производилась печать выпусков. Машинописный шрифт часто менялся, и для каждого конвенционного княжества обнаруживаются различные начертания шрифта. Несмотря на жёсткий контроль над изготовлением почтовых марок, из-за ручного характера процесса печати появилось множество ошибок и опечаток, которые в наши дни представляют значительную ценность.
Процесс печати описан Стюартом-Уилсоном:  :General remarks

## Чамба

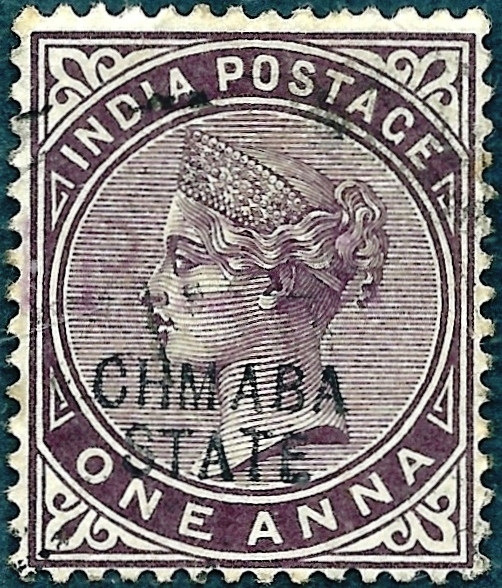
Одна анна, портрет Виктории, Чамба, 1897 г.

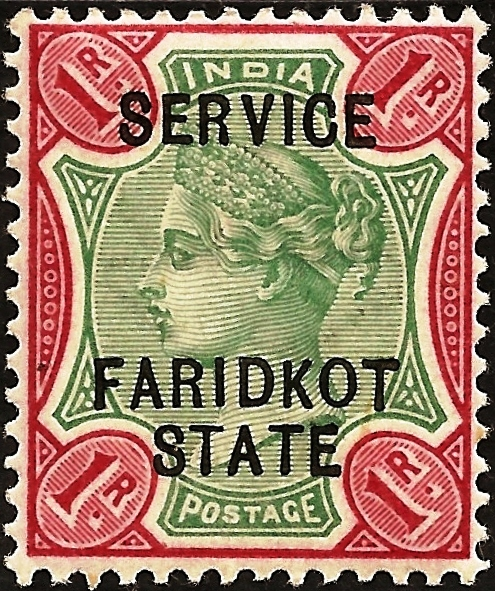
Одна рупия, портрет Виктории, Фаридкот, 1898 г.

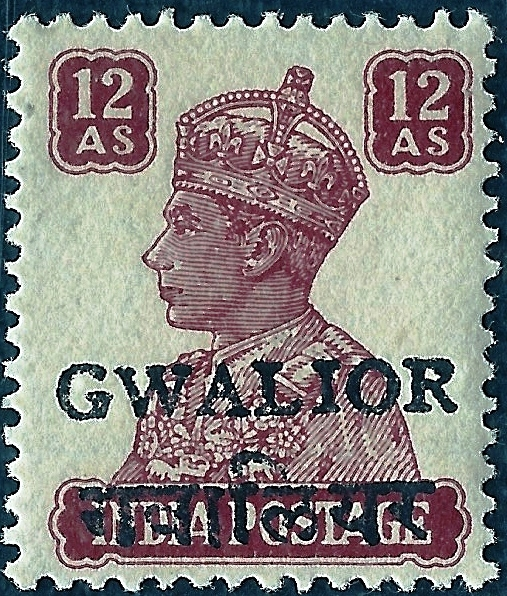
12 анна, портрет Георга VI, Гвалиор, 1949 г.

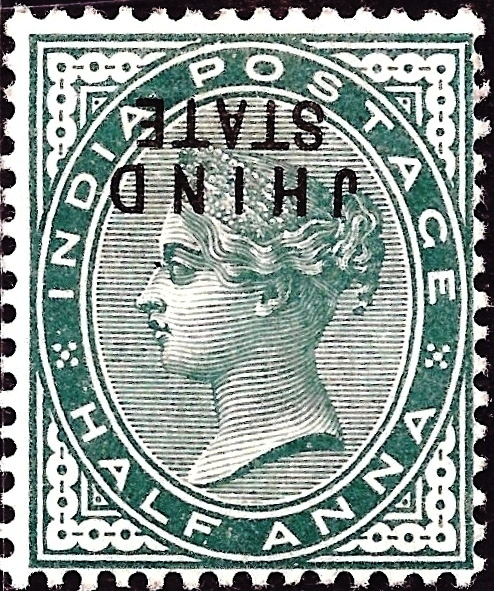
Пол-анна, портрет Виктории, Джинд, 1899 г.

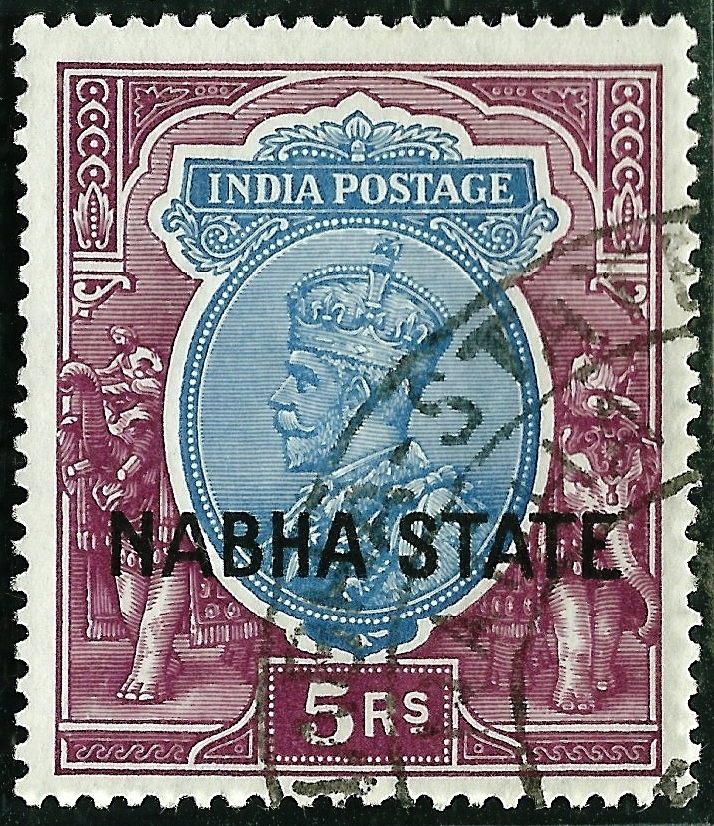
Пять рупий, портрет Георга V, Набха, 1932 г.

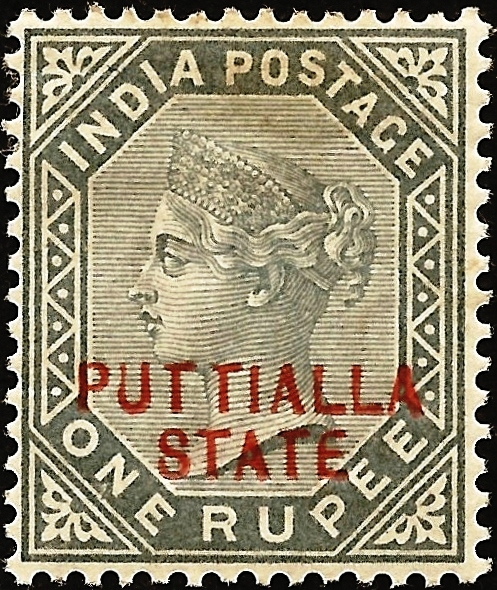
Одна рупия, портрет Виктории, Патиала, 1885 г.

Чамба был княжеством в Гималаях, на территории современного штата Химачал-Прадеш на севере Индии (32,57 северной широты, 76,13 восточной долготы). Аграрное горное княжество, находившееся под политическим контролем британского правительства Пенджаба, располагалось между территориями Кашмира и пенджабскими районами Кангра и Гурдаспур. Княжество Чамба заключило почтовую конвенцию с Британской Индией с 1887 года и выпускало почтовые марки до 1947 года. :9 :281–283
Почтовые марки конвенционного княжества Чамба можно увидеть в музее Бхури Сингха в Чамбе и в Почтовом музее в Канаде.
Всего княжество Чамба выпустило 120 почтовых марок и 86 служебных марок с 1885 года по 15 апреля 1948 года, когда оно вошло в состав индийского штата Химачал-Прадеш. :281–283

## Фаридкот
Фаридкот, княжество в Пенджабе, было вторым княжеством, подписавшим почтовую конвенцию с Почтовым ведомством Индии, и самым маленьким из всех пенджабских конвенционных княжеств. Это было преимущественно сельскохозяйственное княжество площадью 1600 кв. км с населением всего 115 040 человек в 1898 году. :33 С 1763 года княжеством правила династия сикхов, его правителем в период действия почтовой конвенции был Раджа Бикрам Сингх.
Фаридкот - одно из двух конвенционных княжеств, которые самостоятельно выпускали почтовые марки с 1879 года по январь 1887 года, когда они подписали почтовую конвенцию. Соответственно, в истории почты княжества Фаридкот различаются периоды его почтовой эмиссии в качестве феодального княжества и в качестве конвенционного княжества. Его почтовые марки с надпечатками вышли из обращения после 31 марта 1901 года. :283 Следовательно, на всех почтовых марках Фаридкота изображен бюст королевы Виктории.
В качестве конвенционного княжества Фаридкот выпустил 17 почтовых марок и 15 служебных марок. :283У него был самый короткий период почтовой эмиссии, а также им было выпущено меньше марок, чем любым другим княжеством.

## Гвалиор
Крупнейшее из княжеств, расположенных в Центральной Индии, княжество Гвалиор подписало почтовую конвенцию 1 июля 1885 года. У него была действенная почтовая служба со штаб-квартирой в столице Лашкар (современный город Гвалиор), организованная на тех же принципах, что и Имперское почтовое ведомство  Британской Индии. Как и все конвенционные княжества, княжество Гвалиор использовало почтовые марки Британской Индии с надпечатками, которые делались сначала в Центральной типографии правительства Индии в Калькутте до 1926 года, а затем в типографии Security Press в Насике. Подобно почтовым маркам других княжеств на выпусках марок Гвалиора присутствует богатая коллекция ошибок и разновидностей. Гвалиор также необычен тем, что его надпечатки состояли только из слова "Gwalior" («Гвалиор»), а слово «княжество», которое использовалось во всех других конвенционных княжествах, никогда не использовалось. 
Всего с 1885 года по 1949 год в Гвалиоре было выпущено 137 почтовых марок и 94 служебные марки. :283–285

## Джинд
Княжество Джинд - ещё одно из княжеств за рекой Сатлидж, подписавших почтовую конвенцию 1 июля 1885 года. :1 Территория княжества Джинд площадью всего 3500 кв. км, как и всех пхулкианских княжеств, была фрагментирована и состояла из трёх основных анклавов и нескольких изолированных деревень. :165Сикхский правитель Джинда Раджа Ранбир Сингх был несовершеннолетним на момент подписания почтовой конвенции: в то время княжеством управлял регентский совет. :169
Прежде чем стать конвенционным княжеством, княжество Джинд выпускало почтовые марки в качестве феодального княжества с 1864 года по 1885 год. В истории почтовых марок Джинда обычно выделяются два периода. Написание «Джинд» на надпечатке время от времени менялось: на надпечатках были надписи «Jind», «Jhind» и «Jeend», не считая ошибочного написания «Jeind» на одной из разновидностей.
Всего за период своего существования в качестве конвенционного княжества княжеством Джинд были выпущены 149 почтовых марок и 86 служебных марок с 1885 года по 20 августа 1948 года, когда оно вошло в состав союза штатов Патиала и Восточный Пенджаб.  :285–286

## Набха
Княжество Набха был небольшим конвенционным княжеством в Пенджабе, которым управляла династия сикхов по «пхулкианской» линии. Территория Набхи площадью 2500 кв. км состояла из двенадцати анклавов, разбросанных среди участков земли, принадлежащих княжествам Патиала и Джинд, и анклава Бавал на юго-востоке. Правителем Набхи на момент подписания почтовой конвенции был Раджа Хира Сингх (1843–1911).
В княжестве работало 15 почтовых отделений, контролируемых генеральным почтмейстером, и соединяющих основные маршруты. Хотя княжество Набха было аграрным, его отличало наличие вдвое больше грамотных людей по сравнению с соседним Джиндом, хотя их население было почти равным по численности.
Всего княжество Набха выпустило 117 почтовых марок и 68 служебных за период с 1885 года по 20 августа 1948 года, когда оно вошло в состав союза штатов Патиала и Восточный Пенджаб.  :286–287

## Патиала
Княжество Патиала было княжеством в Пенджабе. Будучи крупнейшим, самым богатым и самым густонаселенным из пхулкианских княжеств, оно первенствовало среди них.  :Note Княжество Патиала было первым из пхулкианских княжеств, подписавшим почтовую конвенцию, что произошло 1 октября 1884 года. :63 Позднее в 1900 году в конвенцию были внесены изменения. :44 На момент подписания конвенции правитель Махараджа Раджендра Сингх :63 был несовершеннолетним, и княжеством управлял регентский совет.  :38
Согласно более раннему соглашению, заключённому в 1872 году, англичанами была проложена телеграфная линия от Амбалы до Патиалы за счёт княжества, которое получало доход и взимало налоги на содержание этой телеграфной линии. :44
Типично для пхулкианских княжеств территория княжества Патиала состояла из трёх отдельных анклавов, включая ряд деревень, разбросанных по территории княжеств Набха, Джинд и Малеркотла; включая британско-индийские районы Карнал, Фирозпур и Лудхиана. :31
Всего княжество Патиала выпустило 115 почтовых марок и 84 служебные марки с 1884 года по 20 августа 1948 года, когда оно вошло в состав союза штатов Патиала и Восточный Пенджаб. :288–289

## Коллекционирование почтовых марок конвенционных княжеств
Коллекционирование почтовых марок конвенционных княжеств является малоизвестным направлением коллекционирования классических индийских почтовых марок. Количество почтовых марок относительно невелико, но большое разнообразие марок с ошибками и вариантами  печати разных тиражей обеспечивают достаточный простор для коллекционирования. Однако из-за характера почтовых марок (надпечатки на почтовых марках Британской Индии того периода) коллекционирование почтовых марок индийских конвенционных княжеств сталкивается с проблемой подделок, особенно в случае марок больших номиналов и ошибок печати. 